# Georges-Frédéric de Greiffenclau
Georges-Frédéric de Greiffenclau (né le 8 septembre 1573, mort le 6 juillet 1629) est évêque de Worms de 1616 à 1629 et archevêque et prince-électeur de Mayence de 1626 à 1629. À ce titre, il était également archichancelier du Saint-Empire romain germanique.

## Biographie

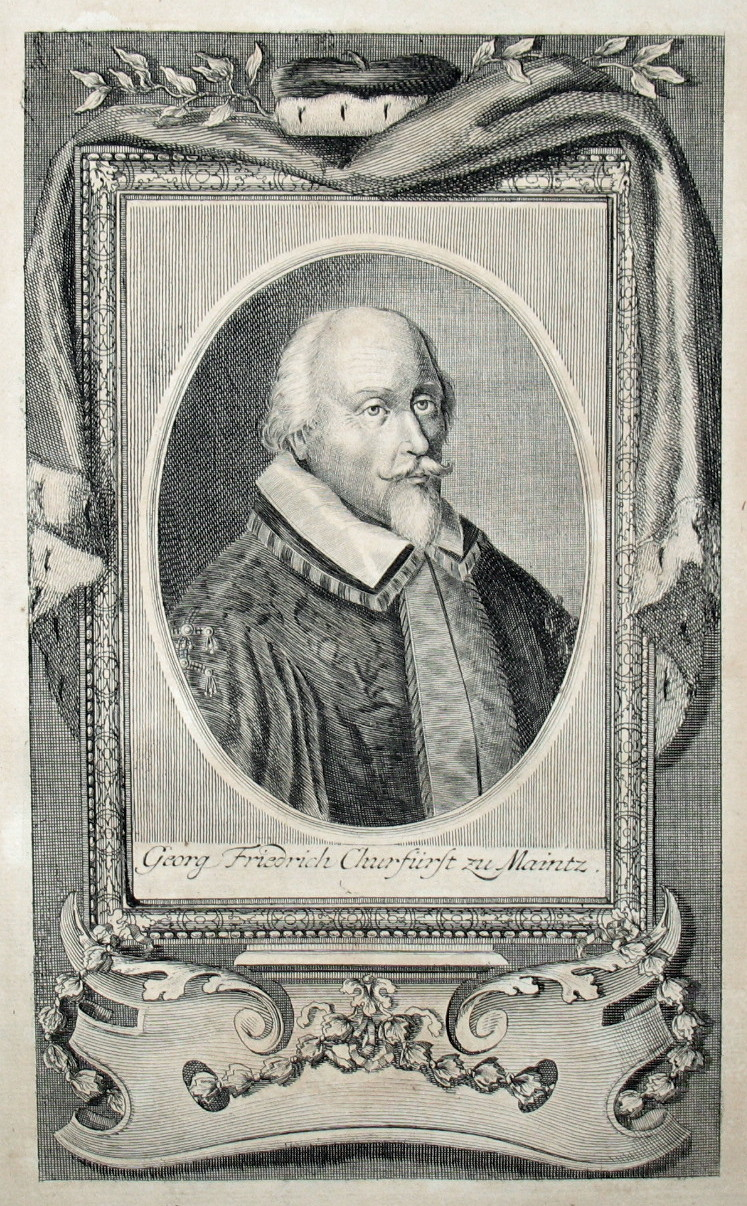
Erzbischof Georg Friedrich von Greiffenclau

Georges-Frédéric provenait d'une famille noble du Rheingau. Il étudia au Collegium Germanicum de Rome, puis fit partie du service diplomatique de l'archevêché de Mayence. En 1616, il se fit élire évêque de Worms et devint en plus archevêque de Mayence en 1626.
En 1627, il initia la construction d'un château de style renaissance puis le château des Princes-Électeurs.
Il fut le père de l'Édit de Restitution qui fut promulgué le 6 mars 1629 et qui eut une grande influence dans la Guerre de Trente Ans.
Sa tombe se trouve dans la Cathédrale Saint-Martin de Mayence.

## Sources
- (de) Cet article est partiellement ou en totalité issu de l’article de Wikipédia en allemand intitulé « JGeorg Friedrich von Greiffenclau » (voir la liste des auteurs).